# La Belle Captive
La Belle Captive (en español: La bella cautiva) es una película francesa de Alain Robbe-Grillet estrenada en 1983.

## Argumento
Marie-Ange es una joven provocadora. Empieza una conversación con un hombre con el que se acuesta antes de desaparecer. La historia nos muestra un universo de investigación neurocientífico sobre fondos de soldados y régimen totalitario. El surrealismo, sobre todo con evocaciones de cuadros del pintor René Magritte, sirve de marco al mundo imaginario de la película.

## Reparto
- Daniel Mesguich - Walter Raim
- Gabrielle Lazure - Marie-Ange van de Reeves
- Cyrielle Clara - Sara Zeitgeist
- Daniel Emilfork - Inspector Francis
- Roland Dubillard - Prof. van de Reeves
- François Chaumette - Dr. Morgentodt
- Gilles Arbona - El barman
- Arielle Dombasle - La mujer histérica
- Jean-Claude Leguay - El ciclista
- Nancy Van Slyke - La criada
- Denis Fouqueray - El criado (voz)
- Michel Auclair: La voz de Walter, off (voz)